# Amethystium
Amethystium (произносится «амети́стиум», лат. цвета аметиста) — это сольный проект норвежского композитора и музыканта Эйстейна Рамфьёрда (норв. Øystein Ramfjord).
Стиль, в котором написаны альбомы музыканта, можно назвать смешением эмбиента, нью-эйджа и даже этнической музыки. В некоторых треках слышатся звуки индийских, тибетских и непальских инструментов.
Эйстейн начал записывать первые треки ещё в 1998 году, а в 2000-м выложил их для всеобщего доступа на сайт mp3.com. Его проект быстро стал популярным и 14 августа 2001 года на студии Neurodisc Records вышел первый альбом «Odonata» (с лат. — «Стрекоза». В дальнейшем на обложках первых четырёх альбомов будет изображение этого насекомого). Этот альбом включает в себя музыку различных культур: восточных (Opaque, Enchantment, Odyssey, Lhasa), грегорианских песнопений (Arcane Voices, Ethereal).
Второй альбом вышел 28 января 2003 года и назывался «Aphelion». В нём впервые прозвучала вокальная партия. В треке «Autumn Interlude» её исполнила Джойель Брандт, а текст написал Стивен Хьюит.
5 октября 2004 года вышел «Evermind» — третий альбом, а уже в октябре 2006 года «Emblem (Selected Pieces)» — сборник перезаписанных лучших треков из первых трёх альбомов.
Четвёртый полноценный альбом Isabliss вышел 17 июня 2008 года.
28 марта 2014 года был выпущен пятый полноценный альбом музыканта под названием Transience.

## Дискография
- Odonata — 2001
- Aphelion — 2003
- Evermind — 2004
- Isabliss — 2008
- Transience — 2014

## Интересные факты
Отрывок из трека «Autumn Interlude», фрагмент фортепьянного проигрыша (0:44-0:45) использован как мелодия запуска в популярном интернет-мессенджере QIP 2005, а затем и в его преемнике QIP Infium.